# 蔣氏小舌石蛾
蔣氏小舌石蛾（学名：[Agapetus chiangi] 错误：{{Lang}}：文本有斜体标记（帮助））为舌石蛾科舌石蛾屬下的一个种。